# Segelklaff

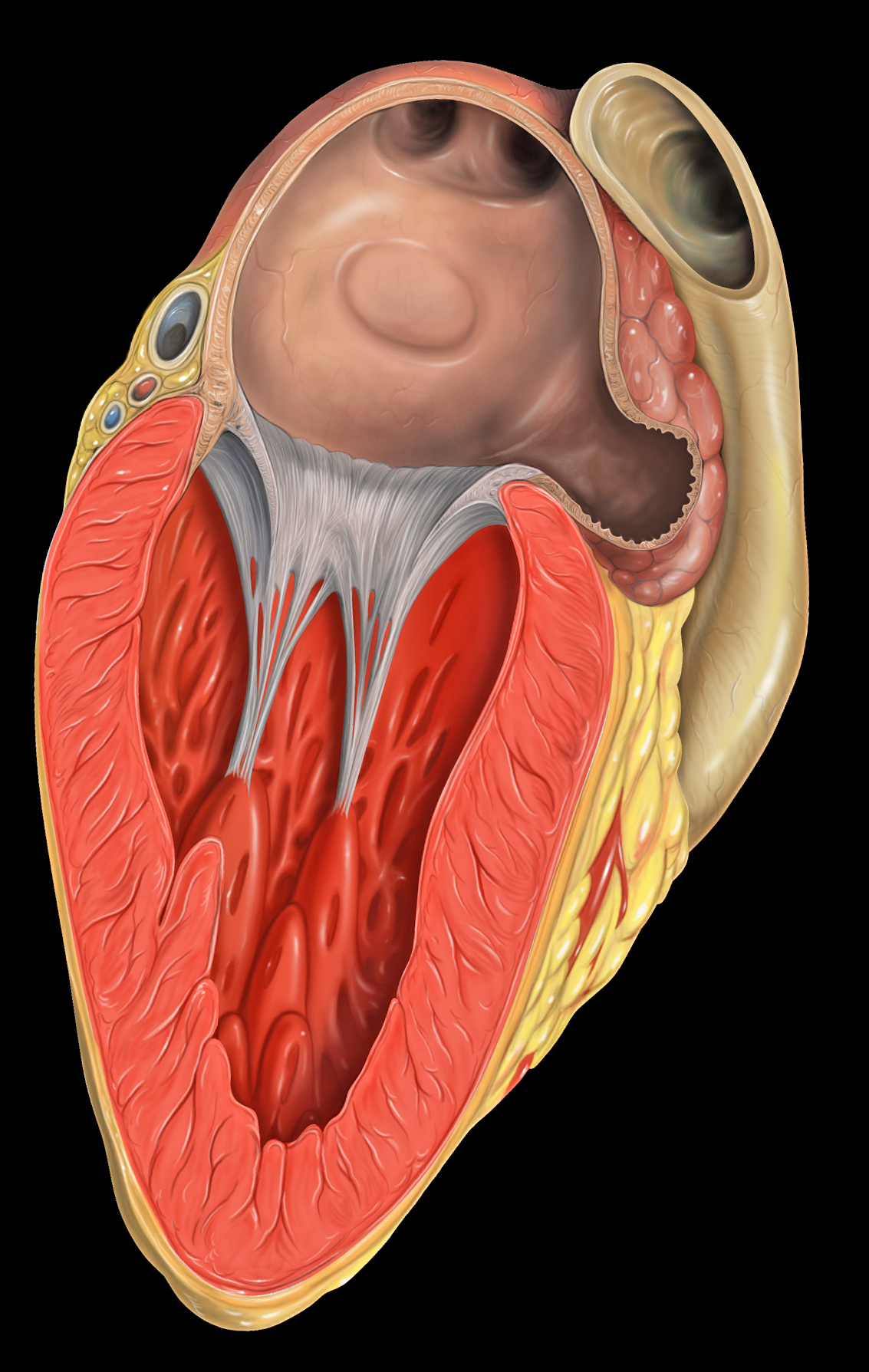
Genomskärning av hjärtat som visar mitralisklaffen mellan vänstra förmak, överst, och kammare.

Segelklaffarna även kallade atrioventrikulärklaffarna, sitter mellan förmaken och kammaren i båda halvorna av hjärtat. De kallas segelklaffar eftersom de liknar tunna segel och när hjärtat dras ihop gör seglen så de blir täta. Trådarna som sitter fästa en bit in i kammaren har till uppgift att hålla i klaffarna så att de inte öppnar sig bakåt, vilket är en komplikation som gör att det kan bildas baksug.
Mellan höger förmak och kammare finns trikuspidalisklaffen, medan vänster förmak och kammare avgränsas av mitralisklaffen (även kallad bikuspidalisklaffen).
Förutom segelklaffar finns det i hjärtat även fickklaffar. Gemensamt för dessa två system av klaffar är att de bara kan bara öppnas i en riktning och stänger automatiskt när blodströmmen vänder.